# 泰坦天降
《神兵泰坦》（又译作，二代後香港和台灣改譯成《泰坦降臨》）是一款由Respawn Entertainment工作室制作并将由美商艺电发行的涵盖机甲驾驶要素的第一人称射击多人在线游戏。本作是由创造了《使命召唤》系列的几位元老组建的Respawn Entertainment工作室的处女之作。
在2013年的微软E3展前发布会上，《神兵泰坦》作为最后一款压轴游戏正式公布并发布了第一个游戏视频；并在当届E3包揽包括“最佳展览游戏大奖”在内的6大奖项，成为伴随E3游戏展举办16年以来的全球E3游戏大奖“Game Critics Awards: Best of E3”的一大突破。
《泰坦天降》没有独立的单人模式，不过会有单人的游戏元素，在本作中，玩家不仅可以通过身上的跳跃装置可以实现短暂走墙和二段跳，同时还可以驾驶机甲战斗。使用改进的Source引擎开发。《神兵泰坦》于2014年3月11日在Xbox One，PC平台发售。Xbox 360版交由蓝点游戏工作室外包完成，并延期至3月25日发售。
游戏的续作《泰坦降臨2》于2015年3月公布，以于2016年10月28日在Xbox One、Microsoft Windows以及新增加的PlayStation 4平台上发售。续作增加了更多的泰坦机甲和铁驭武器以及单人故事模式。
2015年7月29日EA宣布将与NEXON联合开发《泰坦陨落online》，不過在2018年7月9日因多次非公開測試，玩家的反應並不如預期，和遊戲研發時間超過NEXON預期，NEXON最終選擇終止開發《泰坦陨落online》。

## 故事信息
故事发生在未来，通过数代人类的探索，人类已经触及并居住在了遥远的深空之中。这片包含着已知与未知恒星系的广袤区域被称为“边境”。大部分人永远不会前往这篇远离“正常文明”的区域，但对于开拓者、旅行家、探险家、雇佣兵和不法分子来说，“边境”除了风险还意味着“机会”。
阵营，在游戏中被称为“派系”，分别是IMC和反抗军（The Militia）。
IMC，全称为星际制造有限公司（The Interstellar Manufacturing Corporation），作为小型自然资源开采工业企业起家时被称为“哈蒙德技术”（Hammond Engineering）。面对泰坦日益增长的需求、加之其星球市场调查技术和地图数据库的专利，“哈蒙德技术”积累的巨额的财富，并在仅一个世纪的企业兼并中成立了后来残酷的商业帝国——IMC。掌控着宝贵的航道以及高效的采集资源，IMC无时无刻都在追求利润的最大化，有的时候不惜不择手段。
而反抗军，是一个共同签订了“边境共同防御协定”的松散联盟，他们由在海外殖民地开拓的农场主、海盗、雇佣兵和不法分子组成。他们分成了不同的“旅团”负责不同行星的防御，虽然有些旅团规模还不及海盗部队，但是反抗军掌握的强大资源让他们成为了IMC在边境扩张的野心的最大阻碍。一般而言，反抗军代表的是那些在外探索的农场主的利益，但并非每个人都这么认为。

## 游戏概况

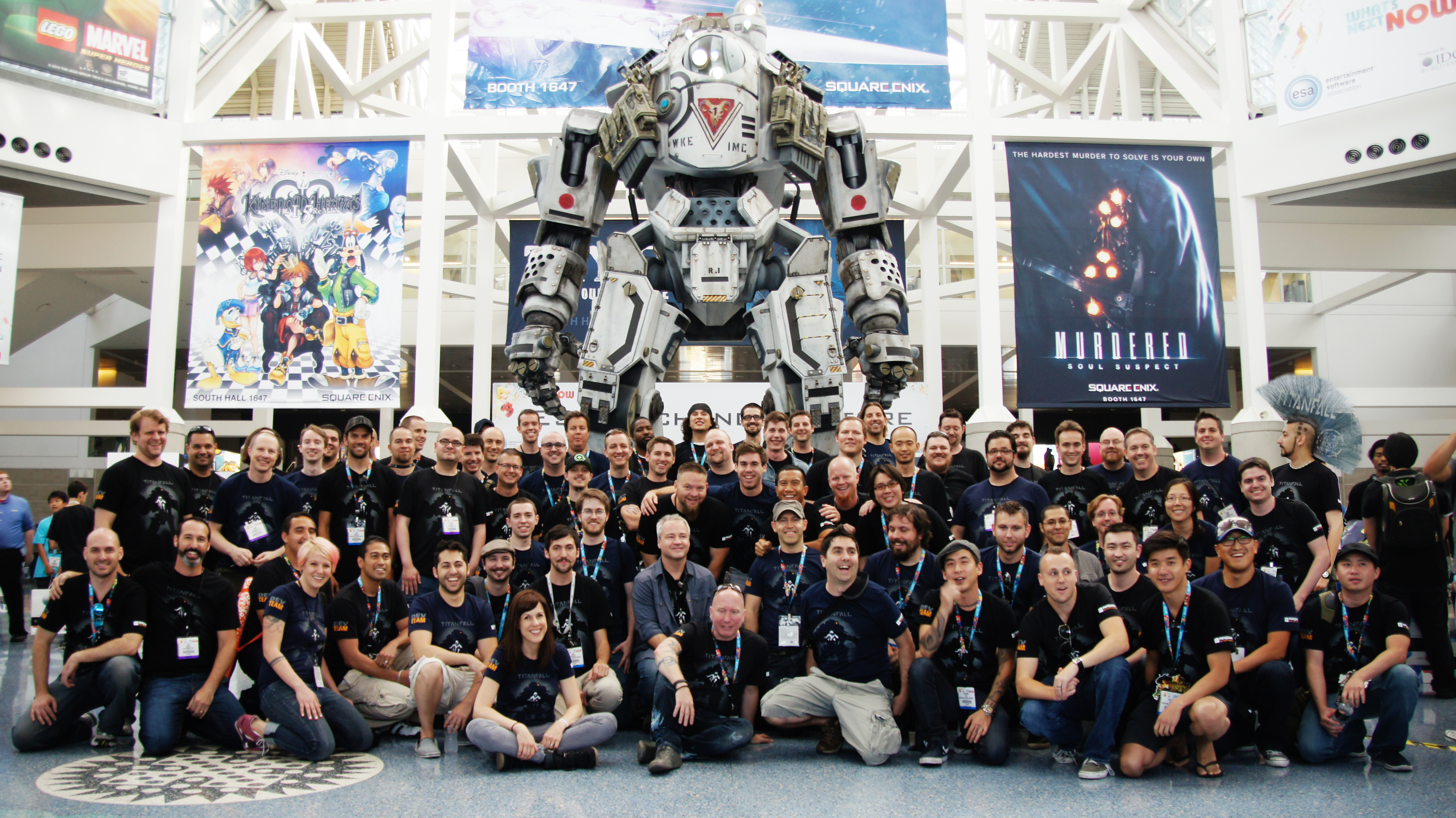
2013 E3大展

### 鐵馭
《泰坦天降》作為一款第一人稱射擊遊戲，玩家將在其中扮演的是泰坦機甲的駕駛員“鐵馭”；在遊戲中未進入泰坦機甲時，玩家可以利用身上的跳躍輔助器進行二段跳，貼牆跑等類似跑酷的特殊動作。在通篇遊戲中，還有許多由電腦控制的AI角色，他們幾乎是作為玩家的配角出現在遊戲中的，他們的能力與玩家所飾演的“鐵馭”相比弱很多。

### 泰坦机甲
作为游戏中的巨大卖点之一，以及重要的游戏要素，泰坦机甲的加入使得游戏的紧张节奏、爽快感、战术安排都得到了极大的提升。泰坦机甲具有和铁驭一样比较自由的自定义搭配机制，在玩家选择的装备搭配外，泰坦机甲本身还有着能量护盾为其提供高额减伤的作用，因此即便护盾还在也依旧会受到血量上的伤害（血量极低时改变成抵伤作用）。玩家使用的泰坦训牛攻击即铁驭骑上泰坦后扭开盖子射击引擎的攻击是直接攻击的弱点，该攻击是无视泰坦护盾机制而直接对其血量造成当前武器的暴击伤害的机制（无暴击机制的武器除外）。两个阵营都有三种同型号机甲供玩家选择，所有泰坦的护盾值都为22500（Ogre的核心效果除外）。

## 开发历史
《神兵泰坦》的开发商Respawn Entertainment工作室是由创造了《使命召唤》系列的Infinity Ward工作室的元老及技术骨干组建的。本作在2013年的微软E3展前发布会上，《神兵泰坦》作为最后一个压轴游戏正式公布并发布了第一个游戏视频，在稍后的8月的德国科隆游戏展上发布第二段视频。2014年1月，Respawn Entertainment工作室向部分Xbox One玩家用户发出《Titanfall》的Alpha测试邀请。有玩家将测试时的游戏视频上传至YouTube后被通知删除。2014年2月，EA宣布Xbox 360的版本因为外包工作室的开发进度落后，将不能按原计划同时与PC和Xbox One版发售，Xbox 360版本将延后两周于2014年3月25日发售。开发团队在东8区时间2月14日至19日进行了本作的Beta公开测试，平台包括了PC和Xbox One。PC用户需要通过EA的Origin帐号申请测试资格，而全部Xbox One用户在稍后都被给予了测试资格。

在译名方面，许多中国大陆的游戏媒体甚至IGN亚太站都将本作直译为“泰坦坠落”或“泰坦陨落”，但是其实“Titanfall”是游戏中请求呼叫将机甲投放到战场上的命令代号。所以该译名并不准确。EA中国网站在2014年6月24日更新了游戏官方网站，并首次在新闻标题中出现了“泰坦陨落”字样，这是该游戏首次出现中文译名。

## 音效配乐
《泰坦天降》由英国青年作曲家斯蒂芬·巴顿负责编曲，他曾参加过《決勝時刻4：現代戰爭》的编曲。本作的原声配乐在英国伦敦的阿比路录音室完成录制，而一些特殊音效和乐器的采样则是在洛杉矶的工作室完成。

## 游戏评价
| 汇总媒体     | 得分                                 |
| ------------ | ------------------------------------ |
| GameRankings | XONE：87% PC：85% X360：70%          |
| Metacritic   | XONE：86/100 PC：86/100 X360：85/100 |

| 媒体         | 得分   |
| ------------ | ------ |
| Edge         | 8/10   |
| 电子游戏月刊 | 10/10  |
| GameSpot     | 9/10   |
| IGN          | 8.9/10 |
| 官方Xbox杂志 | 8.5/10 |
| Polygon      | 9/10   |

### 获奖情况
《神兵泰坦》在公布伊始就受到了极大的关注。在2013年的E3游戏展上，本作获得了60项由多家媒体评选出的E3大奖，此外《神兵泰坦》还获得了E3游戏批评奖包括“最佳展示”，“最佳原创游戏”，“最佳主机游戏”，“最佳PC游戏”，“最佳动作游戏”以及“最佳在线多人游戏”等六项大奖。而在此后的德国科隆国际游戏展Gamescom上，本作再夺包括官方评选的“最佳微软XBOX游戏”和“最佳次世代主机游戏”等在内的九项大奖。在同年举办的东京游戏展上，《Titanfall》在这个更重视日本本土游戏的展会中凭借扎实的素质和高人气获得了由CESA颁发的“未来游戏大奖”。2013年末，在由spike举办的VGX大奖（原VGA大奖）上，《Titanfall》获得了由粉丝投票得出的“最受期待游戏”奖项。

## 資料來源
1. ↑  Gera, Emily. . Polygon. Vox Media. 2013-06-11  [2013-06-13]. （原始内容存档于2013-06-13）.
2. ↑  Lien, Tracey. . Polygon. Vox Media. 2013-06-11  [2013-06-13]. （原始内容存档于2013-06-13）.
3. ↑  Yin-Poole, Wesley. . Eurogamer. Gamer Network. 2013-06-12  [2013-06-13]. （原始内容存档于2013-06-13）.
4. 1 2  Corriea, Alexa Ray. . Polygon. 2013-07-02  [2013-09-22]. （原始内容存档于2013-09-15） （英语）.
5. ↑  Kuchera, Ben. . The Penny Arcade Report. Penny Arcade. 2013-06-12  [2013-06-13]. （原始内容存档于2013-06-13）.
6. ↑  .   [2013-08-31]. （原始内容存档于2013-12-12）.
7. 1 2  . Polygon. 2014-02-06  [2014-02-08]. （原始内容存档于2014-02-07）.
8. ↑  TITANFALL 2 CONFIRMED, COMING TO XBOX ONE, PS4 AND PC （页面存档备份，存于）.IGN.2015-03-12.[2016-09-15].
9. ↑  E3 2016: TITANFALL 2 RELEASE DATE REVEALED （页面存档备份，存于）.IGN.2016-06-12.[2016-09-15].
10. ↑  泰坦天降故事介紹 （页面存档备份，存于），2013-3-13。
11. ↑  Williams, Katie. . IGN. 2014-02-15  [2014-02-23]. （原始内容存档于2014-02-18） （英语）.
12. ↑  .   [2014-06-05]. （原始内容存档于2014-03-01）.
13. ↑  .   [2014-07-10]. （原始内容存档于2014-07-14）.
14. ↑  Jenkins, David. . Metro. DMG Media. 2013-10-21  [2014-02-23]. （原始内容存档于2014-02-02）.
15. ↑  . GamersHell. 2013-08-21  [2014-02-23]. （原始内容存档于2014-02-03）.
16. ↑  TITANFALL E3 2013 UNVEILING （页面存档备份，存于）.2013-07-18.EA NEWS.[2013-09-22].
17. ↑  . TITANFALL官方网站. 2013-08-29  [2013-09-22]. （原始内容存档于2013-09-25）.
18. ↑  . CESAフューチャー部門. 2013-09-22  [2014-02-08]. （原始内容存档于2013-10-07）.
19. ↑  VGX Most Anticipated Game （页面存档备份，存于）.Spike.2013-12-09.[2014-02-08].